# Kömpf
Die Kömpf GmbH & Co. KG (Eigenschreibweise KÖMPF) ist ein Familienunternehmen mit Hauptsitz in Calw (Stammheim), das im Baustoffhandel tätig ist. Es betreibt zwei Baumärkte sowie einen Onlineshop für das Gesamtsortiment und 26 Onlineshops für Nischenprodukte. 2021 hatte das Unternehmen einen Umsatz von 113,1 Mio. Euro.

## Geschichte
Im Jahr 1900 gründeten die Brüder Georg und Fritz Kömpf mit drei weiteren Arbeitskollegen das Unternehmen „Süddeutsche Baugesellschaft Stammheim“. Nach einem Zerwürfnis mit seinem Bruder gründete Fritz Kömpf 1934 das Unternehmen „Kömpf Baustoffhandel“. 1962 wurde dafür eine unterkellerte Lagerhalle gebaut. 1973 erfolgte die Umfirmierung in eine GmbH. 1978 wurde die Lagerhalle ausgebaut sowie ein Fliesenstudio und weitere Verkaufs- und Büroflächen errichtet. 1984 trat Kömpf der Baustoff-Kooperation Interpares, später Eurobaustoff, bei.
Im Jahr 1985 übernahmen die Brüder Wolfgang und Dieter Kömpf die Geschäftsleitung des Unternehmens in dritter Generation von ihrem Vater Rolf Kömpf. Zu dieser Zeit hatte Kömpf 12 Mitarbeiter und einen Umsatz von umgerechnet 2,5 Mio. Euro. 1990 wurde der Kömpf-Containerdienst gegründet. 1997 wurde ein neuer Standort im Gewerbegebiet Kimmichwiesen in Calw unter der Firmierung „Bauzentrum Kömpf“ eröffnet. In diesem Jahr erwirtschaftete das Unternehmen bereits 53 Mio. Euro. Im Jahr 2000 wurde ein weiteres Bauzentrum in Sindelfingen eröffnet, dessen Gartenausstellung 2005 fertiggestellt wurde. Ebenfalls 2006 baute Kömpf ein neues Recyclingzentrum im Stammheimer Feld in Calw.
2010 startete das Kömpf-Onlineshop-Portal mit 4 Onlineshops (Arbeitskleidung und Arbeitsschutz, Gartenbedarf, Teichbau- und Teichtechnik, Grillbedarf). 2012 wurde eine weitere Lagerhalle gebaut und damit die Lagerkapazitäten im Bauzentrum in Calw verdoppelt. 2013 wurde die Betriebsfläche im Recyclingzentrum erweitert und dessen Umschlagskapazitäten erhöht. 2014 zog der Onlineshop nach einem weiteren Ausbau nach Unterhaugstett.
Ebenfalls 2014 wurde mit der Erweiterung des Bauzentrums ins Calw begonnen, das von 5.000 auf 12.000 m² mehr als verdoppelt und 2016 eingeweiht wurde. Im selben Jahr führte Kömpf in Partnerschaft mit dem Unternehmen Flagbit in seinem Bauzentrum das Kaufsystem „easyKauf“ ein, über das Kunden sich über das Sortiment beim Besuch des Baumarktes über Info-Multimedia-Terminals online informieren und anschließend auch zu sich nach Hause liefern lassen können. Im Jahr 2019 erfolgte der Relaunch von 28 der Onlineshops des Unternehmens.
2020 wurde das Recyclingzentrum um 4.000 m² erweitert. Im Mai 2023 erfolgte der Beginn des Neubaus für den Onlineshop „Kömpf24“, um die bislang drei Lager- und zwei Bürostandorte in Gechingen, Unterhaugstett und Althengstett zusammenzuführen. Dort soll auch die Zentrale für seine 15 Montageteams und zwei Meisterwerkstätten für Reparaturen sowie der Showroom sein.

## Unternehmensstruktur
Geschäftsführer der Kömpf Baumarkt GmbH sind Wolfgang Kömpf und Dieter Kömpf. Im Jahr 2021 erwirtschaftete das Unternehmen einen Umsatz von 113,1 Mio. Euro und beschäftigte 436 Mitarbeiter. Hauptsitz von Kömpf ist Calw-Stammheim. Das Unternehmen betreibt zwei Baumärkte in Calw und Sindelfingen sowie eine Lagerfläche für den Onlineshop in Bad Liebenzell.
Die Unternehmensgruppe umfasst folgende Tochterunternehmen:
- Kömpf Baustoffhandel GmbH (100 %)
- Kömpf Baumarkt GmbH (100 %)
- Kömpf Baufachmarkt (100 %)
- Kömpf Onlineshops GmbH (100 %)
- Kömpf Verwaltungs GmbH (100 %)
- Restberry GmbH (50 %)

## Produkte und Dienstleistungen
Kömpf betreibt zwei Baumärkte, die verschiedene Baustoffe vertreiben. Das Unternehmen betreibt außerdem den Onlineshop „Kömpf24“ sowie 26 weitere Onlineshops für Nischenbedarf, wie z. B. für Teichbedarf, Grillbedarf, Zaunbedarf, Fliesen, Badezimmer, Garagentore, Gartenbedarf, Arbeitskleidung oder Holzprodukte und separate Marken-Onlineshops für die Marken Weka, Karibu, Wolf Finnhaus und Skan Holz.
Außerdem betreibt Kömpf seit 2006 einen Recyclinghof in Calw, der als zertifizierter Entsorgungsfachbetrieb nach dem Abfallwirtschaftsgesetz beurkundet ist. Dort gibt es neben Schüttboxen und Annahmemöglichkeiten für Abfälle auch eine geeichte Fahrzeugwaage. Ebenso bietet das Unternehmen mit 14 Spezialfahrzeugen Entsorgungsdienstleistungen an, u. a. für Baustellenentsorgung, Haushaltsauflösungen, die Entsorgung von Sonderabfällen, Papier, Holz und Schrott.
Kömpf beschäftigt auf ganz Deutschland verteilt 15 Montageteams, die Produkte wie Zaunanlagen oder Gartenhäuser, die online bestellt wurden, aufbauen. Seit 2018 publiziert Kömpf ein eigenes gedrucktes Magazin, das zweimal jährlich erscheint.